# Mill Brook (dopływ Meadow Lake)
Mill Brook (do 21 sierpnia 1974 Newton Brook) – strumień (brook) w kanadyjskiej prowincji Nowa Szkocja, w hrabstwie Lunenburg, płynący w kierunku północno-wschodnim i uchodzący do jeziora Meadow Lake; nazwa Newton Brook urzędowo zatwierdzona 17 stycznia 1951.